# Graište
Graište (makedonska: Граиште) är en ort i Nordmakedonien. Den ligger i kommunen Demir Hisar, i den sydvästra delen av landet, 90 kilometer söder om huvudstaden Skopje. Graište ligger 622 meter över havet och antalet invånare är 260.